# Melanargia hertina
Melanargia hertina är en fjärilsart som beskrevs av Staudinger-rebel 1901. Melanargia hertina ingår i släktet Melanargia och familjen praktfjärilar. Inga underarter finns listade i Catalogue of Life.